# Hawthorne, New York
Hawthorne är en ort i Westchester County i delstaten New York, USA.